# Parhoplognathus parvulus
Parhoplognathus parvulus är en skalbaggsart som beskrevs av Ohaus 1905. Parhoplognathus parvulus ingår i släktet Parhoplognathus och familjen Rutelidae. Inga underarter finns listade i Catalogue of Life.